# Hsunycteris cadenai
Hsunycteris cadenai és una espècie de ratpenat de la família dels fil·lostòmids. Viu a Colòmbia i l'Equador, a altituds d'entre 700 i 1.200 msnm.
El seu nom específic, cadenai, és en honor del biòleg colombià Alberto Cadena, de la Universitat Nacional de Colòmbia. L'estat de conservació de l'espècie, descrita el 2006, encara no ha estat avaluat per la Unió Internacional per a la Conservació de la Natura (UICN).